# Esgrima nos Jogos Pan-Americanos de 1987
As competições de esgrima nos Jogos Pan-Americanos de 1987 foram realizadas em Indianápolis, Estados Unidos. Esta foi a décima edição do esporte nos Jogos Pan-Americanos.

## Masculino
| Evento                       | Ouro                                                                              | Prata                                                                                                   | Bronze                                                                                        |        |        |        |
| Espada                       | Espada                                                                            | Espada                                                                                                  | Espada                                                                                        | Espada | Espada | Espada |
| ---------------------------- | --------------------------------------------------------------------------------- | --- | --------------------------------------------------------------------------------------------- | ------ | ------ | ------ |
| Espada individual detalhes   | Carlos Pedroso (CUB)                                                              | Wilfredo Loyola (CUB)                                                                                   | Jean-Marc Chouinard (CAN)                                                                     |        |        |        |
| Espada por equipes detalhes  | Cuba · Carlos Pedroso · Wilfredo Loyola · Lázaro Castro · Pedro Merencio          | Estados Unidos · Stephen Trevor · Lee Shelley · Robert Marx · Robert Stull                              | Colômbia · Mauricio Rivas · Francisco Pinto · Joaquin Pinto · Juan Miguel Paz                 |        |        |        |
| Florete                      |                                                                                   | |                                                                                               |        |        |        |
| Florete individual detalhes  | Guillermo Betancourt (CUB)                                                        | Tulio Díaz (CUB)                                                                                        | Michael Marx (USA)                                                                            |        |        |        |
| Florete por equipes detalhes | Cuba · Guillermo Betancourt · Tulio Díaz · Oscar García · Efigenio Favier         | Canadá · Stephen Angers · Benoît Giasson · Luc Rocheleau · Dan Nowosielski · Michel Dessureault         | Estados Unidos · Michael Marx · Peter Lewison · Gregory Massialas · David Littell             |        |        |        |
| Sabre                        |                                                                                   | |                                                                                               |        |        |        |
| Sabre individual detalhes    | Jean-Paul Banos (CAN)                                                             | Peter Westbrook (USA)                                                                                   | Jean-Marie Banos (CAN)                                                                        |        |        |        |
| Sabre por equipes detalhes   | Cuba · José Laverdecia · Jorge Trejo · Carlos Trejo · Walfrido Mola · Jesús Ortiz | Estados Unidos · Peter Westbrook · Robert Cottingham · Steve Mormando · Michael Lofton · Paul Friedberg | Canadá · Wulfe Balk · Jean-Marie Banos · Jean-Paul Banos · Leszek Nowosielski · Luc Rocheleau |        |        |        |

### Feminino
| Evento                       | Ouro                                                                                  | Prata                                                                              | Bronze                                                                |        |        |        |
| Espada                       | Espada                                                                                | Espada                                                                             | Espada                                                                | Espada | Espada | Espada |
| ---------------------------- | ------------------------------------------------------------------------------------- | ---------------------------------------------------------------------------------- | --------------------------------------------------------------------- | ------ | ------ | ------ |
| Espada individual detalhes   | Tamara Esteri (CUB)                                                                   | Yamila Figueroa (CUB)                                                              | Vincent Bradford (USA)                                                |        |        |        |
| Florete                      |                                                                                       |                                                                                    |                                                                       |        |        |        |
| Florete individual detalhes  | Caitlin Bilodeaux (USA)                                                               | Madeleine Philion (CAN)                                                            | Caridad Estrada (CUB)                                                 |        |        |        |
| Florete por equipes detalhes | Estados Unidos · Caitlin Bilodeaux · Elaine Cheris · Mary O'Neill · Sharon Monplaisir | Cuba · Bárbara Hernández · Caridad Estrada · Edelmis Márquez · Hildelisa Rodríguez | México · Fabiana López · Maria Lozano · Pilar Roldán · Blanca Estrada |        |        |        |

## Quadro de medalhas
| Ordem | País               | Medalha de ouro | Medalha de prata | Medalha de bronze |    |
| ----- | ------------------ | --------------- | ---------------- | ----------------- | -- |
| 1     | CUB Cuba           | 6               | 4                | 1                 | 11 |
| 2     | USA Estados Unidos | 2               | 3                | 3                 | 8  |
| 3     | CAN Canadá         | 1               | 2                | 3                 | 8  |
| 4     | COL Colômbia       |                 |                  | 1                 | 1  |
|       | MEX México         |                 |                  | 1                 | 1  |
| TOTAL | TOTAL              | 9               | 9                | 9                 | 27 |